# Neohoplonotus spiniferus
Neohoplonotus spiniferus är en skalbaggsart som först beskrevs av Blanchard 1851.  Neohoplonotus spiniferus ingår i släktet Neohoplonotus och familjen långhorningar. Inga underarter finns listade i Catalogue of Life.